# 李矛
李矛（1958年—），生于浙江杭州，中国退役羽毛球运动员，後曾任中国、韩国、马来西亚及印度尼西亚国家羽毛球队男单教练羽毛球国家队男单主教练，2012年7月，李矛辞去了印尼羽毛球队主教练职务，回到了家乡温州赋闲
。

## 技術特點
李矛認為自己当运动员的时候成就不大，但在训练時经常能赢栾劲和韩健等高手。栾劲指出，李矛属于苦练型、拼斗型的运动员，即使是练习比赛，他都会全力以赴。为了制胜，他会认真研究對手的弱点，使出所有看家本领来攻击對手的弱点。

## 簡歷
作为球手李矛成绩并不显著，但在退役後擔任中国国家队男单主教练期間，培养出董炯、孙俊、陈刚等世界顶尖男单选手，成績卓著。随着国羽成绩提升，李矛與總教練李永波產生矛盾，到1998年彻底决裂，李矛離開了國家隊。
1999年，李矛獲邀执教韩国羽毛球国家队，期間令韩国男单水平突飞猛进；如在2003年蘇迪曼盃决赛，李鉉一击败陈宏拿下关键一分助韩国奪冠、2004年雅典奥运会，朴泰相、孫升模分别淘汰了中国的鲍春来和陈宏。
至2005年，李矛又受馬來西亞邀请出任该国羽毛球队单打总教练。在短短一年时间，他便把李宗伟调教至世界排名第一；而第一女单黄妙珠，亦能在中国公开赛上接连淘汰中国队主力并最终获得冠军。
2012年，李矛在出任印尼国家队单打主教练其間，因該队在汤尤杯表现不佳，而遭到印尼羽球界部分人员的攻击；於是，他决定辞职回到温州老家，结束其在印尼的16个月执教生涯。尽管已回国，但李矛重申自己不会在中国担任教练。